# Uplift Spice
Uplift Spice (stylisé UPLIFT SPICE) est un groupe de rock japonais créé en 2005 avec le label musical Sledgehammer Label. Leur dernier album en date est sorti le 13 novembre 2013 chez Dynamord Label.
Leurs titres Memento, Justice, Kanojo, Hanabi no Iro, Omega Rhythm, Minority Parade et Nijuusan Ya sont restés plusieurs semaines d'affilée dans le top 3 du J-Top, le classement francophone des musiques japonaises de la chaîne de télévision Nolife ; Memento et Justice ont même occupé les deux premières places simultanément la semaine du 23 octobre 2010.
En 2010, ils entament une tournée au Japon avec Saosin et The Used.
Grâce à leur popularité acquise sur Nolife, le groupe a pu se produire en France du 29 octobre au 6 novembre 2011 avec une tournée organisée par Soundlicious, ainsi qu'en Europe du 18 mai au 1er juin 2014 grâce à Bishi-bishi.
Le 23 août 2014 le groupe annonce sa séparation. Après le concert du 27 septembre 2014 au Shibuya Eggman, UPLIFT SPICE s'est séparé.
Le 26 septembre 2015, soit presque un an après leur arrêt d'activité, le groupe annonce son retour avec deux nouveaux membres et un changement de nom: The Musmus.

## Membres du groupe

### Membres actuels
- Chio : chant
- Yūki : guitare
- Shingo : batterie
- Kyoya : basse

### Anciens membres
- 守安厚 Atsushi Moriyasu : basse (parti en 2010)
- トビ太 Tobita : batterie (parti en 2014)
- Kenji : basse (parti en 2014)

## Discographie
Mini-albums
Albums studio

## Vidéographie
- 2007 : Hanabi no Iro
- 2007 : Nijuusan Ya
- 2008 : Kanojo
- 2008 : NGC224
- 2009 : Omega Rhythm
- 2010 : Memento
- 2010 : Justice
- 2011 : Minority Parade
- 2013 : U & I
- 2015 : バイナリ